# 4º Reggimento genio guastatori
Il 4º Reggimento Genio Guastatori è una unità di guastatori dell'esercito italiano, dipendente dal Comando della Brigata meccanizzata "Aosta" ed è di stanza a Palermo, nella caserma Ciro Scianna.

## Storia
Il 4º Reggimento Genio venne costituito a Verona il 1º novembre 1926. Nella seconda guerra mondiale divenne centro di mobilitazione e fu sciolto nel settembre 1943.
Nel dopoguerra, nel 1975 venne costituito il 4º Battaglione Genio Pionieri “Orta” a Trento, alle dipendenze del 4º Corpo d'Armata Alpino, ereditando le tradizioni del 4º Reggimento Genio, fino allo scioglimento nel 1993.
Il "4º Reggimento Genio Pionieri" viene ricostituito a Palermo il 19 settembre 1992 con il personale del preesistente 51º Battaglione Genio Pionieri “Simeto”, fino a quando nel 2000 assume la denominazione di 4º Reggimento genio guastatori.
Dalla ricostituzione a Palermo ha preso parte a numerose missioni fuori area (Albania, Afghanistan, Kosovo, Bosnia, Iraq, Macedonia, Libia e Somalia "EUTM"), ed operazioni sul territorio nazionale (Operazione Vespri siciliani, “Domino e Strade Sicure).

### Missioni in Teatro nazionale
- Sicilia in data 28 aprile 2003 i continui interventi del reggimento a supporto della popolazione siciliana nelle emergenze Etna e Stromboli gli vale l'attribuzione della Medaglia d'Oro al Valore dell'Esercito.
- Calabria nel febbraio 2012 aliquote di personale e mezzi del 4º Rgt. genio guastatori sono mobilitati per l'emergenza maltempo e sono intervenuti per ripristinare la viabilità a e prestare soccorso alla popolazione locale in provincia di Vibo Valentia, in particolare nella località di Serra San Bruno.[2]

### Missioni in Teatro internazionale
- Libano Missione Leonte 10 (mandato ONU) dall'8 maggio 2011 al 9 novembre 2011
- Afghanistan, dal mese di settembre 2013 al febbraio 2014
- Iraq, dal mese di settembre 2016 al marzo 2017
- Somalia, dal mese di maggio 2017 al settembre 2017(EUTM)
- Libia, dal mese di agosto 2017, in corso
- Kosovo, dal mese di luglio 2024, in corso

## Dipendenza
Il 4º Reggimento genio guastatori fa parte della Brigata meccanizzata "Aosta" dislocata in Sicilia, che a sua volta dipende gerarchicamente dal Comando Forze Operative - SUD.

## Struttura del Reggimento
Il reggimento si compone delle seguenti componenti:
- Comando di reggimento;

```
° Compagnia di comando & supporto logistico
* Battaglione Genio guastatori (articolato in 4 compagnie);
° 1ª Compagnia Guastatori
° 2ª Compagnia Guastatori
° 3ª Compagnia Guastatori
° Compagnia Supporto allo Schieramento
```

## Inno ufficiale
Son guastatore arresto e distruggo
e nel mio motto viltà e paura sfuggo
sulle frontiere il mio dovere
in questa lotta il mio valore splenderà.

Rit. Son guastatore ardito e fiero lieto ardente prode e forte son guastatore vittoria o morte.
E il mio grido di battaglia leva in alto la bandiera.
Lotta e vinci o guastatore leva in alto la bandiera.

Ai miei fratelli la vita so donare
ai miei nemici l'onor non so negare.
In ogni terra vinta è la guerra
in questa lotta il mio valore splenderà.

Rit. Son guastatore ardito e fiero lieto ardente prode e forte son guastatore vittoria o morte.
E il mio grido di battaglia leva in alto la bandiera.
Lotta e vinci o guastatore leva in alto la bandiera.

Lotta e vinci o guastator!!»

## Armi e mezzi in dotazione
Informazioni ricavate dalla pagina del 4º Reggimento genio guastatori sul sito dello Stato Maggiore dell'Esercito.

### Armamento
- Pistola automatica "BERETTA 92 FS" cal.9
- Fucile d'assalto "AR 70/90" cal. 5,56
- Arma di reparto "MINIMI" cal. 5,56
- Arma di reparto "MG 42/59" cal. 7,62 NATO
- Arma di reparto Browning cal. 12,7
- OD 82/SE
- Mortaio rigato da 120 mm

### Mezzi
- Land Rover AR 90
- Carro Pioniere "PIONIERPANZER"
- Carro Gittaponte "BIBER"
- FD/175 - Apripista cingolato
- FL/175 - Caricatore cingolato
- JCB/426 - Caricatore ruotato
- FE/20 - Escavatore cingolato
- JCB 1CX/3CX - Terna ruotata